# Vince Colletta
Vincent Joseph Colletta, detto Vince (Casteldaccia, 15 ottobre 1923 – Westwood, 3 giugno 1991), è stato un fumettista statunitense.
Noto per il suo lavoro come inchiostratore di comic book a partire dagli tra gli anni cinquanta, è conosciuto soprattutto per la sua collaborazione con Jack Kirby con il quale ha realizzato per la Marvel Comics alcuni numeri dei Fantastici Quattro e una lunga sequenza di storie di Thor per le riviste Journey into Mystery e The Mighty Thor.

## Biografia
Nato in provincia di Palermo, Colletta emigrò giovanissimo negli Stati Uniti con la famiglia. Dopo aver studiato alla New Jersey Academy of Fine Arts, iniziò a lavorare come freelance come disegnatore e inchiostratore per la Better Comics. Quindi passò alla Atlas Comics poi divenuta Marvel.